# Christine Lauterburg
Christine Lauterburg (* 12. März 1956 geboren in Bern) ist eine Schweizer Sängerin und Schauspielerin. Neben Eigenkompositionen interpretiert sie oft Lieder aus dem Fundus der Schweizer Volksmusik auf ihre eigne Art. Während die meisten zeitgenössischen Schweizer Musiker auf der Basis angelsächsischer Musik aufbauen, orientiert sie sich an den lokalen musikalischen Wurzeln. Sie musiziert solo und in unterschiedlichen Formationen und Projekten. Christine Lauterburgs Musikstil wird mit Schweizer Volksmusik, Folk, Pop, Techno, Worldmusik etc. bezeichnet, wobei die Begriffe ihrem vielfältigen Schaffen nicht gerecht werden.

## Leben und musikalisches Schaffen

### Kindheit und Ausbildung
Christine Lauterburg wuchs in einer künstlerisch engagierten Familie in Bern und Bolligen auf. Ihr Vater Hans Ruedi Lauterburg und die Mutter Lotti Lauterburg-Wunsch arbeiteten gemeinsam als freiberufliche Grafiker. Christine Lauterburg lernte das Geigenspiel und machte nach Ende der regulären Schulzeit eine Ausbildung zur Lehrerin und später eine Zweitausbildung an der Schauspielschule Bern.

### Anfänge in Theater, Film und Musik
Lauterburg trat in den frühen achtziger Jahren nach Abschluss der Schauspielschule vor allem als Schauspielerin im Theater und in Filmen auf. Es sind dies Filme wie Eine vo dene 1981, Bruno Nick, E Nacht lang Füürland 1981, Clemens Klopfenstein/Remo Legnazzi, Akropolis Now 1983, Hans Liechti, Der Ruf der Sibylla 1984, Clemens Klopfenstein, Alpenglühen 1987, Norbert Wiedmer/Silvia Horisberger, Macao oder die Rückseite des Meeres 1988, Clemens Klopfenstein, Mikes Brother, Restlessness 1991, Thomas Imbach. Es sind Schweizer Filme, über die Aufbruchstimmung in den Achtzigerjahren, wo es unter anderem auch darum ging, Freiräume zur Entfaltung utopischer Ideen zu erkämpfen.
Ab 1980 trat Lauterburg auch mit verschiedenen Gruppen als Musikerin auf und setzte sich dabei mit den musikalischen Wurzeln, der Schweizer Volksmusik auseinander. Sie besuchte einen Jodelkurs und bildete sich selber weiter. Später lernte sie, ihren Gesang mit dem Langnauerörgeli zu begleiten. Die ersten Aufnahmen als Sängerin machte Lauterburg 1987 für die Filmmusik zu Macao oder die Rückseite des Meeres von Clemens Klopfenstein.

### Hinwendung zur Musik
Ende der Achtzigerjahre wandte sich Lauterburg ganz der Musik zu. «Endlich mit über dreissig Jahren habe ich herausgefunden was ich singen kann: nämlich Lieder in meiner Sprache und den uralten Juhz». 1991 erschien ihr erstes Album Schyinge Platte im Duo mit Res Margot. 1994 erschien Echo der Zeit als Ergebnis einer Zusammenarbeit mit dem Volksmusikkenner Cyrill Schläpfer und dem Dancefloor-Produzenten Pascal de Sapio mit der Idee, Schweizer Volksmusik mit aktueller Tanz- und Popmusik zu verbinden. Für die Produktion wurde ein Teil der Stimmaufnahmen ausserhalb des Studios z. B. unter der Eisenbahnbrücke am Uferweg der Aare oder über der Baumgrenze der Alpen gemacht. Die Verbindung von Tradition und Moderne führte zu teilweise heftigen Reaktionen aus Kreisen der traditionellen Volksmusik. Der Eidgenössische Jodlerverband zum Beispiel befand: «Was Lauterburg singt, ist keine Kultur», und es gab Kommentare wie: «Ein hässlicher Eingriff in unsere Jodelkultur». Andererseits gab es auch Lob selbst aus traditionellen Musikerkreisen und Echo der Zeit blieb 19 Wochen lang in der Schweizer Hitparade.

### Musik in verschiedenen Formationen und «S’Vreneli vom Guggisberg»
Anfangs Neunzigerjahre konzertierte Lauterburg unter eigenem Namen und in verschiedenen Formationen wie «Trio 9», «Flädermüüs» mit Housi Wittlin, als Sängerin in der Schweiz, Österreich, Deutschland, Italien, Frankreich, Spanien, Kanada, USA, Ecuador, China und Afrika. 1994 erschien mit Trio 9 - Live im EI International eine CD, die neben Mundartlieder von Housi Wittlin auch einige Lieder von Lauterburg enthält. 1996 kam die CD Paradiesvogel heraus, welche an der Musik von Echo der Zeit anknüpft, aber auch Sprachelemente und Musikstile aus anderen Ländern enthält. Lauterburgs Interpretation des alten Volksliedes S’Vreneli vom Guggisberg war ein Erfolg und blieb während 9 Wochen in der Schweizer Hitparade.

### Mit Corin Curschellas, Walter Lietha bei «Echo» und «Doppelbock»
In unterschiedlichen Projekten wirkte Lauterburg als Sängerin zusammen mit Corin Curschellas und Walter Lietha in den Formationen «eCHo» und «Doppelbock». Aus dem Fundus alter Überlieferungen wurden Schweizer Volkslieder neu interpretiert. Das Resultat war Schweizer Folkmusik, welche sich deutlich vom musikalischen Mainstream unterscheidet. In dieser Zeit entstanden eine Reihe von CDs: «S hät deheim en Vogel xunge» (2000), «Pro Helvetia» (2001), «Rund um de Buuchnabel» (2003), «Obio!» (2006), «Schnitter – i hole di o» (2007), Voodoo-Jodel (2009).

### Mit Roland Zoss & «Schweizermaus Jimmy Flitz»
2001 sang Lauterburg auf dem Weltmusik-Kinderalbum Muku-Tiki-Mu unter UNESCO-Patronat mit Roland Zoss das Murmeli, ein Jodellied für Kinder, von Res Schmid am Schwyzerörgeli begleitet. In den Musikhörspielreihen Güschi und Jimmy Flitz Schwyzermuus spielte sie gemeinsam mit namhaften Schweizer Künstlern diverse Tierrollen. Ebenso tritt sie in der Berner Wiehnacht Jimmy Flitz e Reis nach Bethlehem auf. Das preisgekrönte Musical vereint drei Generationen und diverse Musikstile wie Rap, Jodel, Ländler, Folkrock und Chorgesang unter einem Kirchendach.

### Gastauftritte an der Expo 2002 und mit Max Lässers «Überlandorchester»
Im Sommer 2002 fanden zwei Gastauftritte statt: Zusammen mit dem amerikanischen Gesangskünstler Bobby McFerrin am Festival Live At Sunset im Landesmuseum Zürich und am Alpenmusikabend der Expo02 zusammen mit dem Volksmusiker Hubert von Goisern aus Österreich. 2002 und 2003 sang und musizierte Lauterburg mit Max Lässer und seinem «Überlandorchester». Das Konzert im «Kammgarn» Schaffhausen wurde aufgezeichnet und 2004 auf DVD veröffentlicht. 2003 sang Lauterburg im Duett mit Michael von der Heide im Lied Madeleine von Abbé Joseph Bovet (1879–1951) auf Heides Album Helvetia. Daneben spielte und sang sie im Theaterstück Dällebach Kari, das in den Sommern 2006 und 2007 unter freiem Himmel auf dem Gurten bei Bern aufgeführt wurde.

### «Alles bleibt anders»
2006 erschien das vierte Soloalbum Alles bleibt anders. Lauterburg entwickelte ihre musikalische Vielfalt weiter.  Alles bleibt anders heisst das erste Stück, das letzte ertönt erst nach dem 32-minütigen Rauschen eines Bergbachs und heisst Nichts bleibt gleich.

### Projekte mit «d’Schwyz tanzt» und Jürg Steigmeier
Die Tanzkompanie «d’Schwyz tanzt», die sich für den Volkstanz und Schweizer Brauchtum engagiert, steht für eine lebendige, offene und zeitgenössische Schweiz, die sich gleichzeitig ihrer kulturellen Wurzeln bewusst ist. Lauterburg wirkte als Schauspielerin und Musikerin in den Stücken putzt und gstrählt 2006 und Salz-Sel-Salina (2008/2009) mit.
Jürg Steigmeier ist Erzähler und Kenner von Schweizer Sagen, der mit Einsatz von Körper und Sprache Figuren verlebendigt. Lauterburg und der Musiker Dide Marfurt musizierten zu den Geschichten, den Sagen und Märchen aus alten Zeiten. Chilte und Wybe (2007) und Pureschlau (2008) sind Stücke, die fast ausschliesslich auf verschiedenen Bauernhöfen in der Schweiz aufgeführt wurden.

### Christine Lauterburg & «Aërope»
2008 bildete Christine Lauterburg unter dem Namen Aërope zusammen mit den vier Schweizer Musikern Andi Hug am Schlagzeug, Hank Shizzoe an der Gitarre, Michel Poffet am Bass und Markus Flückiger an der Handorgel eine neue musikalische Formation. Die vier Musiker, die alle in verschiedenen Musikstilen zu Hause sind, unterstrichen die verspielte Synthese von neu inszenierten alten Lieder mit zeitgenössischen Tönen.

### Album «Allein»
Im Frühling 2010 spielte Lauterburg das Album Allein ein. Die Musik entstand auf einer Wanderung aus städtischem Gebiet hinauf zum Seebergsee, die sie alleine unternahm. Im Rucksack hatte sie ein Aufnahmegerät, mit dem sie an sie inspirierenden Orten neun eigene Lieder und traditionelle Volksmusikstücke von Max Huggler aufnahm. Die Stücke wurden teilweise von Hank Shizzoe im Studio später ergänzt und mitproduziert.

### Buch über Christine Lauterburg
Im November 2018 erschien unter dem Titel Alles bleibt Anders ein Buch des Autors Robert Bösiger im Werd & Weber Verlag. Es ist eine Biografie in der Form von 25 Begegnungen von Christine Lauterburg mit bekannten Persönlichkeiten und für ihr Leben wichtigen Personen.

### Projekte und Formationen
Lauterburg ist oft allein mit ihrem Soloprogramm unterwegs. Daneben spiel, musiziert sie gleichzeitig in zahlreichen Formationen und Projekten gemeinsam mit anderen Musikern im In- und Ausland. Sie spielt zwischendurch auch in Theaterstücken mit. Hier eine Liste von Aktivitäten:
- Solo: Seit 1989 begleitet Lauterburg ihren Gesang mit Langnauerörgeli, Violine und Viola. Sie spielt ihre eigenen Lieder sowie traditionelle Stücke anderer Komponisten wie etwa Josef Reinhart (1875–1957), Oskar Friedrich Schmalz (1881–1960), Alfred Frei (1887–1966), Jakob Ummel (1895–1992), Max Huggler (1913–2005), Beat Jäggi (1915–1989), Ernst Sommer (1925–1989).
- Mit «Doppelbock»: Das sind Dide Marfurt (Drehleier, Halszither, Tamburiza, E-Gitarre, Bodhràn, Helvetische Sackpfeife und Xang), Elisabeth Sulser (Flöten, Sackpfeifen, Gämshorn, Schalmei, Krummhorn, Regal), Jean-Pierre Dix (Kontrabass und E-Bass), Simon Dettwiler (Schwyzerörgeli (10-, 18- und 82-bässige Modelle)) spielen Schweizer Volksmusik ausserhalb der Klischees. Die Musik will living urban Swiss Folkmusic sein.
- «Landstreichmusik»: Ist eine Gemeinschaft um Matthias Lincke mit der Tanzgeige. Es sind dies Dide Marfurt mit historischen Instrumenten und Simon Dettwiler mit den Schwyzerörgelis. Lauterburg spielt mit hier Musik, die im Laufe von Jahrhunderten von Musikant zu Musikant weitergegeben und verwandelt wurde. Die «Landstreicher» spielen Volksmusik wie Naturjodel und Tanzmusik, welche auf Mittelalter- und Renaissanceweisen zurückgeht.
- «eCHo»: Ist ein Projekt von «Doppelbock» mit den Stimmen von Corin Curschellas, Christine Lauterburg und Walther Lietha.
- Lauter Berg: Christine Lauterburg und Barbara Berger. Sie spielen alte Weisen, Juzze, selbstgeschriebene Melodien mit Stimmen, Violine, Bass, Shruti Box, Örgeli, Viola, Löffel, Besen und Sansula.
- vergiiget - verjuchzed - verzapft: Ist ein Projekt mit der Schriftstellerin Tanja Kummer. Lauterburg singt, jodelt, örgelet und geigt, Kummer liest und Dide Marfurt musiziert mit der Busuki, der Helvetischen Sackpfeife und der Drehleier.
- Linde und Repetto: Marco Repetto ist ein Gründermitglied der Band «Grauzone», die sich in den frühen Achtzigerjahren formierte. Repetto und Lauterburg spielen elektronische Musik mit Jodel im Groove. Es erklingen viele Eigenkompositionen und auch Stücke aus Lauterburgs Album Alles bleibet anders. Marco Repetto spielt Elektronics, Hang, Drums und Lena Linde alias Christine Lauterburg spielt Violine, Viola, Langnauerli, Gesang und Jodel.
- Zwischenländli: Ist ein Duo mit Yang Jing und Christine Lauterburg. Die beiden begegneten sich im Jahr 2000 zum ersten Mal in Beijing, weil beide von Kulturorganisationen in China und der Schweiz für Feierlichkeiten zum 50-jährigen Bestehen der diplomatischen Beziehungen zwischen den beiden Ländern ausgewählt wurden. Kurz vor dem Konzert tauschten sie lediglich ein paar Worte aus. 13 Jahre später trafen sie sich wieder, um ihre Musik im Duo weiterzuentwickeln. Es ist Musik mit Pipa, Erhu, Guzheng, Violine, Viola, Handorgel, Schlaginstrumenten und Jodel.
- Gäzig: Ist ein Trio mit Hans Kennel, Regina Steiner und Christine Lauterburg. In Montreal, Toronto, Edmonton, Calgary, New York, Grenoble, Kloster Einsiedeln waren die ersten gemeinsamen Konzerte. Viel Alphorngroove und Jodelimprovisation. Musiziert wird mit Trompete, Büchel, Bukkehöreli, Zink, Alphorn, Violine, Viola, Besen, Langnauerli und Stimme.
- Ein unglücklicher Zufall: Ein Einakter von James Saunders. Schauspiel mit Christine Lauterburg, Deborah Lanz, Erwin Hänni.
- «Fortuna»: Mit Rockpoet Benjamin Bula, Gitarrist und Sänger. Berndeutsche, deutsche, französische und lateinische Texte.
- Chilte und Wybe: musikalisches Erzählstück rund um den Kiltgang, mit dem Erzähler Jürg Steigmeier und dem Multiinstrumentalisten Dide Marfurt

## Diskografie
- Schynige Platte, 1991.
- Echo der Zeit, 1994.
- Paradiesvogel, 1996.
- Alles bleibt anders, 2006.
- Aërope, 2008.
- ALL EIN, 2010.

mit «eCHo»
- s’het deheim e vogel xunge, 2000.
- Pro Helvetia, 2001.
- Schnitter – i hole di o, 2007.

mit «Doppelbock»
- Rund um de Buuchnabel, 2003.
- Obio, 2006.
- Voodoo-Jodel, 2009.

mit «Landstreichmusik»
- Heiteri Schiibe, 2013.
- Langstrass, 2015.
- Altfrentsch unterwegs, 2016.
- Asphalt, 2018.

Andere
- Macao (Musik zum gleichnamigen Film), 1987.
- Trio 9 (mit Housi Wittlin), 1994.
- Muku-Tiki-Mu (Weltkindermusik mit Roland Zoss), 2001/2002.
- Michael von der Heide – Helvetia, 2003.
- Begegnungen (live, mit Theodosii Spassov), 2003.
- Güschi (Musikhörspielreihe mit Roland Zoss), 2003–2006.
- Jimmy-Flitz, e Reis dür d Schwyz (Musikhörspielreihe mit Roland Zoss), 2007–2015.
- Max Lässer und das Überlandorchester - Überländler, 2008.

## Auszeichnungen
- «Bäredräckpris der Stadt Bern» (als erste Preisträgerin), 1994
- Sondermarke «Brauchtum Schweiz» (zum 100-jährigen Bestehen des eidg. Jodlerverbandes), 2010
- «Ravensburger Kupferle» (für die Musik von Aërope), 2013
- «Goldigs Chrönli» (bestes Kinderliederalbum 2015 Jimmy Flitz ChinderWiehnacht), 2015
- «Schweizer Musikpreis», 2021[1]
- «Berner Musikpreis», 2023[2]